# 드림스。①
드림스。①(ドリムス。①, Dreams 1)은 2011년 4월 20일에 발매된 드림 모닝구무스메의 첫 번째 정규 음반이다.

## 개요
- 초회한정반은 DVD 포함 3CD 사양. 통상반 2CD 사양 수록.
- 디스크1은 드림 모닝구무스메 버전으로 재녹음, 디스크2는 모닝구무스메 시절의 음원이다.[1]

## 참여 멤버
- 1기 : 나카자와 유코, 이이다 카오리, 아베 나츠미
- 2기 : 야스다 케이, 야구치 마리
- 4기 : 이시카와 리카, 요시자와 히토미
- 5기 : 오가와 마코토
- 6기 : 후지모토 미키
- 7기 : 쿠스미 코하루

## 수록곡

### DISC1
1. あっと驚く未来がやってくる!
작사, 작곡 : 층쿠 / 편곡 : 히라타 쇼이치로
2. 女子かしまし物語 (2011 드림 모닝구무스메 Ver.)
작사, 작곡 : 층쿠 / 편곡 : 스즈키Daichi히데유키
3. みかん
작사, 작곡 : 층쿠 / 편곡 : 스즈키Daichi히데유키
4. 浪漫 〜MY DEAR BOY〜
작사, 작곡 : 층쿠 / 편곡 : 스즈키 슌스케
5. 恋人のような顔をして…
작사, 작곡 : 층쿠 / 편곡 : 오쿠보 가오루
6. モーニングコーヒー (2011 드림 모닝구무스메 Ver.)
작사, 작곡 : 층쿠 / 편곡 : 히라타 쇼이치로
7. SEXY BOY 〜そよ風に寄り添って〜
작사, 작곡 : 층쿠 / 편곡 : 다카하시 유이치
8. 雨の降らない星では愛せないだろう?
작사, 작곡 : 층쿠 / 중국어 가사 : 정소인 / 편곡 : 유아사 고이치
9. 青空がいつまでも続くような未来であれ!
작사, 작곡 : 층쿠 / 편곡 : 스즈키Daichi히데유키
10. アフタヌーンコーヒー (노래 : 애프터눈무스메δ)
작사, 작곡 : 층쿠 / 편곡 : 다카하시 유이치

### DISC2
1. サマーナイトタウン (노래 : 모닝구무스메)
작사, 작곡 : 층쿠 / 편곡 : 마에지마 야스아키
2. 抱いてHOLD ON ME! (노래 : 모닝구무스메)
작사, 작곡 : 층쿠 / 편곡 : 마에지마 야스아키
3. Memory 青春の光 (노래 : 모닝구무스메)
작사, 작곡 : 층쿠 / 편곡 : 마에지마 야스아키
4. LOVEマシーン (노래 : 모닝구무스메)
작사, 작곡 : 층쿠 / 편곡 : 댄스☆맨
5. 恋のダンスサイト (노래 : 모닝구무스메)
작사, 작곡 : 층쿠 / 편곡 : 댄스☆맨
6. ハッピーサマーウエディング (노래 : 모닝구무스메)
작사, 작곡 : 층쿠 / 편곡 : 댄스☆맨
7. I WISH (노래 : 모닝구무스메)
작사, 작곡 : 층쿠 / 편곡 : 고노 신
8. 恋愛レボリューション21 (노래 : 모닝구무스메)
작사, 작곡 : 층쿠 / 편곡 : 댄스☆맨
9. ザ☆ピ〜ス! (노래 : 모닝구무스메)
작사, 작곡 : 층쿠 / 편곡 : 댄스☆맨
10. そうだ! We're ALIVE (노래 : 모닝구무스메)
작사, 작곡 : 층쿠 / 편곡 : 댄스☆맨

### DISC3
- 초회한정반 한정 DVD.
  1. 2011년 1월 28일 이벤트 다이제스트
  2. 자켓 촬영 메이킹 영상

## 차트
- 주간최고순위 10위 (오리콘 차트)